# Norte del Cesar
El Norte del Cesar es una de las 4 subregiones del departamento colombiano del Cesar. Se ubica en el norte del departamento y está integrada por los siguientes 6 municipios:
- Agustín Codazzi
- La Paz
- Manaure
- Pueblo Bello
- San Diego
- Valledupar